# غر أباد (سلطان أباد)
غر أباد (بالفارسية: غرآباد) هي منطقة سكنية تقع في إيران في قسم سلطان أباد الريفي. يقدر عدد سكانها بـ 207 نسمة بحسب إحصاء 2016.